# Col·lectiu Praga
El Col·lectiu Praga és una iniciativa impulsada per una quarantena de catedràtics i professors de dret per contribuir amb arguments jurídics al debat sobre l'exercici del dret a decidir a Catalunya.
Es va presentar el 19 de setembre de 2013 i inicialment estava format per 15 catedràtics i més de vint professors universitaris, tot i que actualment el formen més de 45 professors.
El març de 2017 va promoure la signatura d'un manifest en favor d'un referèndum d'autodeterminació a Catalunya, recordant que la Constitució Espanyola de 1978 pot encabir una consulta d'aquesta mena. Aquest manifest el van signar més de 500 professionals i professors de Dret.
El novembre de 2017 aquest col·lectiu, juntament amb l'associació Drets, va promoure la presentació de dos recursos al Tribunal Suprem contra l'aplicació de l'article 155 de la constitució a Catalunya. Un recurs era per la presumpta vulneració dels drets dels diputats i el segon per la dissolució del Parlament de Catalunya per un òrgan no competent. Els recursos van ser admesos a tràmit per la sala tercera del contenciós administratiu del Tribunal Suprem el dia el 27 de novembre.
També el novembre de 2017 el col·lectiu va presentar un manifest exigint l'alliberament de Jordi Cuixart i Jordi Sànchez, ja que al seu parar, l'Audiència Nacional no és l'òrgan competent, que el seu empresonament mostrava un "ús ideològic del dret" i es "vulneraven de drets fonamentals". Aquest manifest va ser signat també l'Associació Drets i diversos advocats i professionals del ram.
El 19 de juliol de 2019, juntament amb l'associació Drets, denuncià l'Estat espanyol davant de Nacions Unides per: la violència policíaca generada durant l'1 d'octubre de 2017 a raó de la jornada de referèndum sobre la independència de Catalunya; l'ús dels delictes d'odi per a dissuadir tota crítica i protesta contra l'actuació governamental; l'ús de la llei mordassa com a mesura sancionadora contra tota crítica a les forces i cossos de seguretat de l'Estat; i el bloqueig via judicial del normal funcionament de les institucions públiques catalanes, així com la vulneració del dret a un judici just durant el judici al procés independentista català.